# Никола Шафарич
Никола Шафарич (хорв. Nikola Šafarić, нар. 11 березня 1981, Чаковець) — хорватський футболіст, що грав на позиції півзахисника.
Виступав, зокрема, за клуб «Вартекс», а також національну збірну Хорватії.

## Клубна кар'єра
У дорослому футболі дебютував 1998 року виступами за команду «Вартекс», у якій провів дев'ять сезонів, взявши участь у 195 матчах чемпіонату. Більшість часу, проведеного у складі «Вартекса», був основним гравцем команди.
Згодом з 2007 по 2018 рік грав у складі команд «Рієка», «Славен Белупо», «Вараждин», «Капошвар», «Заврч», «Інтер» (Запрешич), «Меджимур'є», «Вараждин» та «Нові Мароф».
Завершив ігрову кар'єру у команді «Обрес», за яку виступав протягом 2018—2021 років.

## Виступи за збірні
У 1998 році дебютував у складі юнацької збірної Хорватії (U-17), загалом на юнацькому рівні взяв участь у 18 іграх, відзначившись 3 забитими голами.
Протягом 2000–2004 років залучався до складу молодіжної збірної Хорватії. На молодіжному рівні зіграв у 17 офіційних матчах, забив 1 гол.
У 2004 році дебютував в офіційних матчах у складі національної збірної Хорватії.
Загалом протягом кар'єри в національній команді, яка тривала 3 роки, провів у її формі 3 матчі.
| Дата      | Місто    | Господарі | Результат | Гості          | Турнір           | Голи | Примітки |
| --------- | -------- | --------- | --------- | -------------- | ---------------- | ---- | -------- |
| 18-8-2004 | Вараждин | Хорватія  | 1 – 0     | Ізраїль        | товариський матч | -    | 82'      |
| 29-1-2006 | Гонконг  | Хорватія  | 0 – 2     | Південна Корея | товариський матч | -    | 77'      |
| 1-2-2006  | Гонконг  | Гонконг   | 0 – 4     | Хорватія       | товариський матч | -    | 81'      |
| Усього    |          | Матчів    | 3         |                | Голів            | 0    |          |